# 안민석
안민석(安敏錫, 1963년 8월 13일~)은 대한민국의 체육교육인 출신 정치인이다. 경기도 오산시가 지역구인 더불어민주당 소속의 5선 국회의원이다. 경남 의령 출신.

## 학력
- 성호국민학교 졸업
- 오산중학교 졸업
- 수성고등학교 졸업
- 서울대학교 사범대학 체육교육학과 학사
- 충북대학교 행정대학원 행정학 석사 수료
- 일리노이 주립 대학교 대학원 이학석사
- 노던 콜로라도 주립 대학교 대학원 교육학 박사

## 경력
- 한국체육과학연구원 정책개발실 수석연구원
- 공군사관학교 체육교관
- 2001년 중앙대학교 스포츠과학부 교수[2]
- 2002년 중앙대학교 사회체육학과 교수[3]
- 대한올림픽위원회 상임위원
- 2002년 체육시민연대 창립준비위원[4]
- 6.15 공동선언실천 남측준비위원회 공동대표
- 2005년 남북회담 대한민국측 대표단원[5]
- 유네스코 한국위원회 위원
- 유니세프 '국회친구들' 간사
- 오산중ㆍ고등학교 총동문회 부회장
- 오산ㆍ화성환경운동연합 운영위원장
- 학교복합화시설추진 국회의원모임 대표
- 문화관광부 정책자문위원
- 2008년 민주당 원내부대표
- 2008년 하계 올림픽 단일팀 구성을 위한 남북체육회담 대표
- 안중근 의사 기념사업회 추진위원
- 한국백혈병소아암협회 회장
- 새천년민주당 당무위원
- 제16대 대통령 선거 새천년민주당 노무현 대통령 후보 정책자문단
- 2004년 4월 15일: 대한민국 제17대 국회의원 선거(경기 오산시, 열린우리당, 초선)
- 열린우리당 교육특별위원회 위원장
- 2008년 4월 9일: 대한민국 제18대 국회의원 선거 당선(경기 오산시, 통합민주당, 재선)
- 민주당 원내부대표
- 민주당 교육특별위원회 위원장
- 2012년 4월 11일: 대한민국 제19대 국회의원 선거 당선(경기 오산시, 민주통합당, 3선)
- 새정치민주연합 교육연수원 원장
- 2016년 4월 13일: 대한민국 제20대 국회의원 선거 당선(경기 오산시, 더불어민주당, 4선)
- 더불어민주당 교육연수원 원장
- 2020년 4월 15일: 대한민국 제21대 국회의원 선거 당선(경기 오산시, 더불어민주당, 5선)
- 2020년 6월 국회 교육문화포럼 대표
- 제20대 대통령 선거 더불어민주당 이재명 대통령 후보 총괄 특보단장
- 제8회 전국동시지방선거 경기도지사 더불어민주당 예비후보
- 더불어민주당 전국직능대표자회의 의장
- 더불어민주당 중앙당 후원회 부회장
- 명지대학교 석좌교수

### 제17대 국회
- 2004년 5월 30일~2008년 5월 29일: 제17대 국회의원(경기 오산시, 열린우리당→대통합민주신당→통합민주당, 초선)
- 제17대 국회 전반기 교육위원회 위원
- 제17대 국회 문화정책포럼 대표위원
- 제17대 국회 후반기 예산결산특별위원회 위원
- 제17대 국회 후반기 문화관광위원회 위원

### 제18대 국회
- 2008년 5월 30일~2012년 5월 29일: 제18대 국회의원(경기 오산시, 통합민주당→민주당→민주통합당, 재선)
- 제18대 국회 전~후반기 교육과학기술위원회 위원
- 민주당 교육특별위원회 위원장
- 민주당 원내부대표

### 제19대 국회
- 2012년 5월 30일~2016년 5월 29일: 제19대 국회의원(경기 오산시, 민주통합당→민주당→새정치민주연합→더불어민주당, 3선)
- 제19대 국회 전~후반기 교육문화체육관광위원회 위원
- 새정치민주연합→더불어민주당 교육연수원 원장
- 제19대 국회 후반기 예산결산특별위원회 간사

### 제20대 국회
- 2016년 5월 30일~2020년 5월 29일: 제20대 국회의원(경기 오산시, 더불어민주당, 4선)
- 2016. 6.~2018. 5. 제20대 국회 전반기 교육문화체육관광위원회 위원
- 2016. 12.~2017. 2. 박근혜 정부의 최순실 등 민간인에 의한 국정농단 의혹사건 진상규명을 위한 국정조사특별위원회 위원
- 더불어민주당 최순실 게이트 국민조사 위원회 공동위원장
- 2018. 7.~2020. 5. 제20대 국회 후반기 문화체육관광위원회 위원장

### 제21대 국회
- 2020년 5월 30일~2024년 5월 29일 제21대 국회의원(경기 오산시, 더불어민주당, 5선)
  - 2020년 6월~2021년 9월: 제21대 국회 전반기 외교통일위원회 위원
  - 2020년 7월~2024년 5월: 국회 4차산업혁명포럼 구성의원
  - 2020년 11월~2024년 5월: 한-중앙아시아 의회외교포럼 공동회장
  - 2021년 9월~2022년 5월: 제21대 국회 전반기 교육위원회 위원
  - 2022년 7월~2024년 5월: 제21대 국회 후반기 교육위원회 위원

## 범죄전력

### 촛불집회 진압 전경과 물리적 충돌
2008년 6월 27일 새벽 1시 10분 경, 서울 종로구 세종로 광화문빌딩 앞에서 촛불 시위에 참가하던 안민석은 집회 참가자를 검거하려는 경찰과 충돌을 벌였다. 현장에 있었던 민주통합당 의원들은 군화 자국이 찍힌 와이셔츠 등을 보이며 안민석이 전경들에게 집단 린치를 당했다고 주장했다. 그러자 경찰 측은 현장 CCTV를 보겠다고 했다.
반면, 전경들은 안민석이 시위진압경찰의 공무집행을 방해하였고, 이들에게 각각 2~3주간의 상해를 입혔다고 주장하며 고소했고, 2012년 11월 15일 대법원 2부(주심 김용덕 대법관)는 상해 및 공무집행방해로 기소된 안민석에게 벌금 300만원을 선고한 원심판결을 확정했다.

### '국정농단 폭로' 노승일 변호사비 마련하다 기부금법 위반
1천만원 이상의 기부금을 모집하려면 모집ㆍ사용계획서를 작성해 관할청에 등록해야 한다. 그럼에도 불구하고 안민석은 이를 하지 않고 노승일 전 K스포츠재단 부장의 변호사 비용 전달을 위한 모금을 SNS에 홍보하여 1억 3천여만원을 모집하였다.
노승일 전 부장은 2016년 말 5차 국정조사 청문회에 앞서 자유한국당 이완영 의원이 정돈춘 전 K스포츠재단 이사장에게 연락해 위증을 사주했다고 폭로했다가 2017년 초 이 의원으로부터 명예훼손 혐의로 고소당했다. 이 사건은 2017년 8월 검찰에서 무혐의 처분이 나면서 종결됐다.
2020년 8월 20일 수원지방법원 형사11단독은 기부금품의모집및사용에관한법률위반 혐의로 안민석에게 벌금 200만원을 선고하였다.

## 저서
- 월드컵, 그 열정의 사회학(2002)
- 월드컵, 신화와 현실(2002)
- 물향기 편지(2008)
- 끝나지 않은 전쟁(2017)
- 안민석의 물향기 편지(2020)

## 역대 선거 결과
|  | 60.50% |

|  | 47.87% |

|  | 57.37% |

|  | 50.48% |

|  | 56.71% |

## 소속 정당
| 소속 정당 | 소속 정당      | 소속 기간 | 비고      |
| --------- | -------------- | --------- | --------- |
|           | 새정치국민회의 | 1997~2000 | 정계 입문 |
|           | 새천년민주당   | 2000~2003 | 합당      |
|           | 무소속         | 2003      | 탈당      |
|           | 열린우리당     | 2003~2007 | 창당      |
|           | 무소속         | 2007      | 탈당      |
|           | 대통합민주신당 | 2007~2008 | 창당      |
|           | 통합민주당     | 2008      | 합당      |
|           | 민주당         | 2008~2011 | 당명 변경 |
|           | 민주통합당     | 2011~2013 | 합당      |
|           | 민주당         | 2013~2014 | 당명 변경 |
|           | 새정치민주연합 | 2014~2015 | 합당      |
|           | 더불어민주당   | 2015~2025 | 당명 변경 |
|           | 무소속         | 2025~현재 | 탈당      |

## 같이 보기
- 오산시 (선거구)
- 오산시의 국회의원